# Ilja Dragunov
Ilja Rukober (Moscú, 10 de octubre de 1993) es un luchador profesional ruso. Actualmente trabaja para la empresa estadounidense WWE, donde se presenta en la marca Raw bajo el nombre de Ilja Dragunov. Entre sus logros,  destaca un reinado como Campeón de NXT UK y Campeón de NXT, siendo el primer ruso de nacimiento en ganar un título en WWE.
Antes de firmar con WWE, Dragunov compitió en el circuito independiente europeo y también es conocido por su tiempo con Westside Xtreme Wrestling (wXw), donde fue campeón mundial de lucha libre unificado de WXW, tres veces WXW World Campeón de equipo y dos veces campeón de escopeta wXw.

## Primeros años
Ilja Rukober nació en  el 10 de octubre de 1993 en Moscú, Rusia y emigró a Alemania con su madre cuando tenía cinco años. Ni él ni su madre hablaban el idioma alemán. Antes de entrar en la lucha libre, Dragunov trabajó en varios trabajos desde temprana edad para ayudar a mantener a su familia, incluido el trabajo en una pizzería y una estación de servicio.

## Carrera

### Inicios (2012-2018)
Dragunov comenzó su entrenamiento de lucha profesional en la escuela de entrenamiento de la Federación Alemana de Lucha (GWF) bajo los veteranos Rick Baxxter y Axel Tischer (quien luchó para WWE bajo el nombre de Alexander Wolfe). Dragunov hizo su debut en el ring en 2012. Un año después, se convirtió en un habitual de wXw.

### Progress Wrestling (2018-2019)
El 14 de mayo de 2018 en Super Strong Style 16, el gerente general de wXw, Christian Michael Jakobi, llegó a Progress Wrestling y retó a Pete Dunne a un combate con Dragunov en una fecha indeterminada. En el Capítulo 69, Dragunov apareció en la promoción por primera vez, compitiendo con Dunne, para deleite de Jakobi. En el Capítulo 72, Dunne aceptó el desafío y el partido se establecería en el próximo evento de Progress en el Wembley Arena. En el Capítulo 75, Jakobi continuó insultando a Dunne, a lo que arrastraría a Jakobi al ring para atacarlo, antes de que Dragunov salvara y los dos volvieran a enfrentarse. Durante la gira de Progress por Alemania, en el show de Oberhausen, Dunne llamó a Dragunov, luego de la victoria de British Strong Style sobre Rise (Ivan Kiev, Lucky Kid y Pete Bouncer). Una vez más, los dos tuvieron una pelea que los funcionarios tuvieron que romper. El 1 de octubre, el partido de debut de Dragunov para Progress terminó en derrota, cuando Dunne atrapó el brazo de Dragunov y luego manipuló su mano para forzar la sumisión.
Dragunov comenzó 2019 con una victoria sobre Timothy Thatcher en el Capítulo 83, pero no apareció para la promoción hasta Super Strong Style 16. En la primera noche, Dragunov derrotó a Chris Brookes en la primera ronda. En la segunda noche, rápidamente derrotó a Trevor Lee en los cuartos de final, y en la tercera noche, estaba en un partido de eliminación de tres vías en la semifinal con David Starr y Travis Banks. Dragunov fue el primer luchador en ser eliminado cuando Banks lo derrotó por pinfall. En el Capítulo 91, derrotó a Jordan Devlin en un combate contendiente número uno para el Campeonato Mundial Unificado, pero al día siguiente, en el Capítulo 92, fue derrotado por Walter.
En el Capítulo 95, Dragunov participó en un partido ruidoso para el Campeonato Proteus, que reemplazó al Campeonato Atlas. Dragunov entró en el número dos del partido y eliminó a Niwa, TK Cooper y Chuck Mambo, antes de que él y William Eaver se eliminaran mutuamente. De octubre a diciembre, estuvo involucrado en una serie de partidos con Cara Noir. Tras intercambiar victorias entre sí en el Capítulo 96 y el Capítulo 97, la disputa terminó en el Capítulo 99 en un partido de dos de tres caídas, en el que Dragunov perdió.

### WWE (2019-presente)

#### NXT UK (2019-2022)
Durante enero de 2019, se informó que Rukober firmaría con WWE, con la intención de presentarse para la marca NXT UK de la promoción. Anteriormente tuvo una prueba para la promoción en noviembre de 2013, pero sufrió una lesión en el cráneo que lo mantuvo fuera durante casi un año. Tuvo una segunda prueba en Colonia durante la gira europea de WWE en noviembre de 2018, donde se decía que había "llamado la atención". El 27 de febrero de 2019, WWE anunció oficialmente su firma.
En el episodio del 15 de mayo de NXT UK (grabado el 19 de abril), Dragunov hizo su debut para la marca, derrotando a Jack Starz. Luego comenzó una corta racha invicta, derrotando a Joseph Conners en el episodio del 12 de junio (grabado el 20 de abril), y Ashton Smith en el episodio del 10 de julio (grabado el 16 de junio) Sin embargo, esto terminó en el episodio del 15 de agosto (grabado el 19 de julio), cuando Dragunov fue derrotado por Kassius Ohno. El 31 de agosto, en NXT UK TakeOver: Cardiff, Dragunov respondió al desafío abierto de Cesaro en un esfuerzo por perder.
Posteriormente comenzó un feudo contra Alexander Wolfe y en el 21 de noviembre en NXT UK fue derrotado Alexander Wolfe. En el NXT UK del 28 de noviembre junto a Gallus (Joe Coffey, Mark Coffey & Wolfgang) se enfrentaron a Imperium(WALTER, Fabian Aichner & Marcel Barthel) en un 8-Man Tag Team Match terminando en doble conteo de 10 afuera. En el NXT UK del 1 de enero de 2020 derrotó a Alexander Wolfe en un No Disqualafication Match terminando el feudo. En NXT UK Take Over: BlackPool II interfirió en el combate entre WALTER contra Joe Coffey por el Campeonato del Reino Unido de NXT, atacando a Alexander Wolfe, sin embargo por accidente golpeó a Coffey causándole la derrota, a causa de esto comenzó un feudo con Coffey, que culminó en NXT UK transmitido el 20 de febrero, derrotando a Joe Coffey. En Worlds Collide II, representando a NXT UK se enfrentó a Finn Balor que representaba a NXT, sin embargo perdió. 

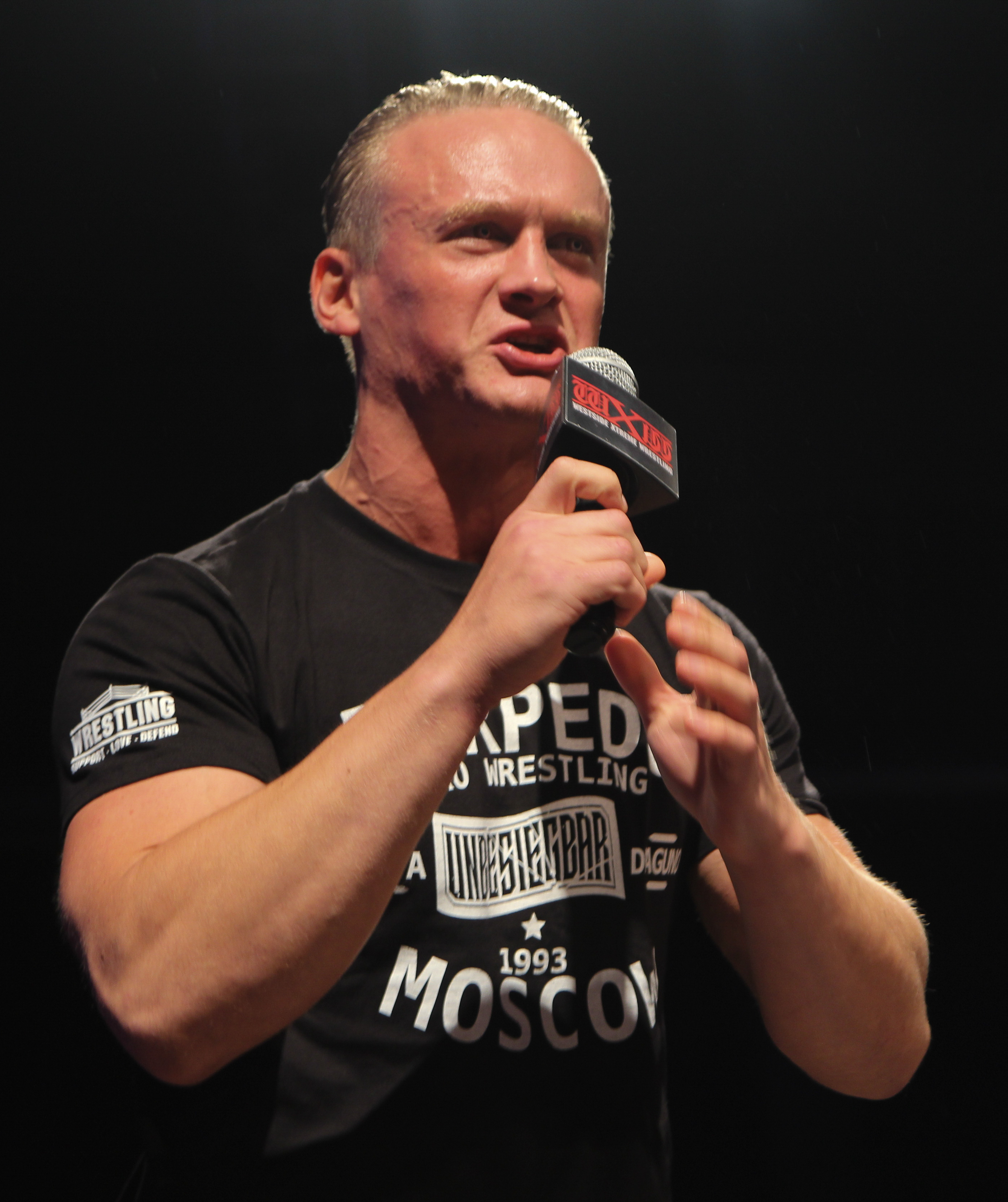
Dragunov en 2019.

En el NXT UK transmitido el 2 de abril, derrotó a Tyler Bate, Trent Seven, Jordan Devlin, Travis Banks, Noam Dar, Joe Coffey, Alexander Wolfe, Kassius Ohno, A-Kid, Ridge Holland, Ligero, Flash Morgan Webster, Saxon Huxley, Ashton Smith, Oliver Carter, Amir Jordan, Kenny Williams, Dave Mastiff y a Tyson T-Bone en una 20-Ma Battle Royal Match, eliminando a Wolfe y al final a Bate, ganando una oportunidad al Campeonato del Reino Unido de NXT de WALTER.
En NXT UK del 17 de septiembre, derrotó a Noam Dar, después del combate salió Campeón del Reino Unido de NXT WALTER en ringside cruzando miradas, en el NXT UK del 15 de octubre, junto a Pete Dunne derrotaron a Imperium (WALTER & Alexander Wolfe). en NXT UK del 29 de octubre, se enfrentó a WALTER por el Campeonato del Reino Unido de NXT, sin embargo perdió.
Comenzando el 2021, en NXT UK emitido el 21 de enero, derrotó a Jack Starz por decisión del árbitro debido a que no se detuvo de darle codazos a Starz, hasta que recuperó la razón y se arrepintió por lo que le hizo a su amigo, en NXT UK emitido el 4 de febrero, derrotó a Tyson T-Bone, semanas después empezó un feudo contra Sam Gradwell y en NXT UK emitido el 4 de marzo, fue derrotado por Sam Gradwell debido a la decisión del árbitro.
El 22 de agosto de 2021, ganó el Campeonato del Reino Unido de NXT tras vencer a WALTER en el evento NXT TakeOver 36. El 13 de mayo de 2022 defendió el título ante JD McDonagh, pero en el siguiente programa de NXT UK tuvo que dejarlo vacante por una lesión en el tobillo que se produjo en ese combate.

#### NXT (2022-2024)
Tras varios meses lesionado, regresó a NXT el 20 de septiembre de 2022, confrontando al Campeón de NXT, Bron Breakker y a JD McDonagh. El 22 de octubre de 2022, durante el evento Halloween Havoc, los 3 luchadores se enfrentaron por el Campeonato de NXT, saliendo ganador Bron Breakker.
Luego de unos meses de ausencia, el 7 de febrero de 2023 regresó a WWE NXT, al finalizar un combate entre Carmelo Hayes y JD McDonagh, atacando a este último y persiguiéndolo por todo el recinto después de que McDonagh logrará huir del ring. En NXT Stand & Deliver, se enfrentó a Wes Lee, JD McDonagh, Dragon Lee y a Axiom por el Campeonato Norteamericano de NXT, sin embargo perdió. En NXT Battleground derrotó a Dijak en un Last Man Standing Match. En NXT The Great American Bash, se enfrentó a Carmelo Hayes por el Campeonato de NXT, sin embargo perdió. En NXT No Mercy, derrotó a Carmelo Hayes ganando el Campeonato de NXT por primera vez. En NXT Deadline, derrotó a Baron Corbin reteniendo el Campeonato de NXT.
Ya en 2024, en NXT: Vengeance Day, derrotó a Trick Williams reteniendo el Campeonato de NXT. Posteriormente estuvo en busca de su nuevo oponente por su título en el que fue decidido entre Carmelo Hayes y Tony D'Angelo en un combate en NXT Roadblock donde D'Angelo ganó, por lo que empezó un feudo contra The Family (Tony D'Angelo, Channing "Stack" Lorenzo & Luca Crusifino) por lo que en el episodio de NXT del 26 de marzo, derrotó a Channing "Stack" Lorenzo en un combate no titular. En NXT Stand & Deliver, derrotó a Tony D'Angelo reteniendo el Campeonato de NXT. Tras el combate, ambos se dieron la mano en señal de respeto.

#### Raw (2024-presente)
En el episodio del 29 de abril de 2024 de Raw, durante la segunda noche del Draft de WWE, Dragunov fue ascendido a la antedicha marca. En el episodio del 6 de mayo de Raw, derrotó a Ricochet en la ronda clasificatoria del torneo King of the Ring, pero una semana después, fue derrotado por Jey Uso en los cuartos de final.

## Campeonatos y logros
- World Wrestling Entertainment/WWE
  - NXT United Kingdom Championship (1 vez)
  - NXT Championship (1 vez)
  - NXT Year–End Award (1 vez)
    - Competidor Masculino del Año (2023)

- Pro Wrestling Illustrated
  - Clasificado en el puesto n.º 113 en los PWI 500 de 2018[5]
  - Clasificado en el puesto n.º 133 en los PWI 500 de 2019[6]
  - Clasificado en el puesto n.º 125 en los PWI 500 de 2020[7]
  - Clasificado en el puesto n.º 175 en los PWI 500 de 2021[8]
  - Clasificado en el puesto n.º 72 en los PWI 500 de 2022[9]
  - Clasificado en el puesto n.º 151 en los PWI 500 de 2023[10]
  - Clasificado en el puesto n.º 30 en los PWI 500 de 2024[11]

- Wrestling Observer Newsletter
  - Lucha 5 estrellas (2020) vs. WALTER, 29 de octubre (NXT UK). 
  - Lucha 5.25 estrellas (2021) vs. WALTER, 22 de agosto NXT TakeOver: 36.